# Бюнтинг, Николай Георгиевич
Никола́й Гео́ргиевич фон-Бю́нтинг (1861, Санкт-Петербург — 2 марта 1917, Тверь) — глава ряда губерний Российской империи.

## Биография
Православный. Выходец из остзейского дворянского рода: отец — барон Георг-Вильгельм Карлович фон Бюнтинг (1826—1877); мать — баронесса Мария Николаевна фон Медем (1836—1907). Эта ветвь рода Бюнтингов была внесена в дворянскую родословную книгу Псковской губернии; семье принадлежало имение Халахальня близ Изборска в (950 десятин). При имении было организовано прекрасное молочное хозяйство и многопольный севооборот.

### Карьера
По окончании с золотой медалью Императорского училища правоведения (1883) Н. Г. Бюнтинг слушал лекции в Берлинском университете. Затем поступил на службу по Министерству юстиции, с 1884 года служил в Сенате. В 1891 году перешел в Министерство внутренних дел.
С сентября 1897 курский вице-губернатор, с мая 1904 архангельский, в ноябре 1905 — январе 1906 эстляндский губернатор. С 15 апреля 1906 года, в разгар революционных беспорядков, — тверской губернатор (на место убитого эсеровской бомбой П. А. Слепцова). Гофмейстер.
Был членом многих Тверских обществ — учёной архивной комиссии, благотворительного общества «Доброхотная копейка», тверского православного братства св. благоверного князя Михаила Ярославовича, почётным членом Общества хоругвеносцев в Старице и Торжке; убеждённый монархист.

### Гибель губернатора
Во время Февральской революции отказался признавать созданный в городе комитет общественной безопасности с участием либерально настроенных деятелей. Направил телеграмму императору Николаю II с заявлением о том, что исполнил свой долг до конца. Привёл в порядок официальные документы. Готовясь к смерти, молился перед иконой Богоматери, исповедовался по телефону архиепископу Тверскому и Кашинскому Серафиму (Чичагову).
2 марта восставшие рабочие и солдаты ворвались в губернаторский дворец и повели губернатора в комитет общественной безопасности. Попытки членов комитета, в частности А. А. Червен-Водали, спасти губернатора завершились неудачей. «Высокий, плотный, прямой, уже с проседью в волосах и небольшой бороде», фон-Бюнтинг был отправлен на гауптвахту, но по дороге убит выстрелом из револьвера. Толпа издевалась над телом, которое пролежало на главной улице до позднего вечера — лишь тогда викарный епископ смог забрать его и тайно похоронить.
По другим данным, вдова пыталась перевести тело супруга в Халахальню, чтобы похоронить в семейной усыпальнице, но удалось доехать только до Пскова, где Бюнтинг был похоронен около какой-то церкви, но место захоронения не было отмечено. Тело Н.Г. фон Бюнтинга было погребено в пещерах Псково-Печерского монастыря.

## Семья

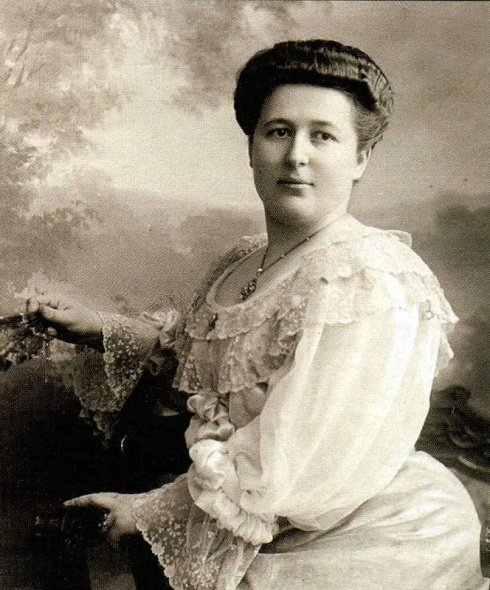
София Михайловна Бюнтинг

В 1897 году он женился на своей кузине Софии Михайловне Медем (1876—20.07.1948, Страсбург), выпускнице Екатерининского института благородных девиц. Занималась на курсах изящных искусств в Париже, брала уроки у ведущих художников Петербургской Академии художеств.
София Михайловна Бюнтинг была председательницей старейшего в Твери благотворительного «Общества доброхотной копейки», во время Первой мировой войны объявила об организации трудовой помощи для беженцев и пострадавших от военных бедствий. Было предоставлено помещение в принадлежащем Обществу Доме трудолюбия для устройства там: механических мастерских для шитья на месте и раздачи работы на дом; яслей на 100 детей работниц; столовой, чайной, кухни, контор и других необходимых помещений.
На отпущенные для этой цели Комитетом Ея Высочества 30 тысяч рублей были оборудованы мастерские, в которые поставили 80 швейных машин, «приводимых в движение электрическим током». В мастерских могли ежедневно работать и найти себе достаточный заработок 160 беженок, дети которых тут же принимались бесплатно в ясли; и здесь же все желающие могли получить дешевый и здоровый обед, ужин, чай. Столовая отпускала ежедневно свыше 500 обедов. Были также открыты два общежития: для 20 беженок — воспитанниц средних учебных заведений и для 15 беженцев — учащихся средних учебных заведений.
У супругов было 5 дочерей: Мария (1898—?), Екатерина (1900—?), Регина (?—?), Маргарита (1907—1938) и София (1912—1992), замужем за графом Николаем Петровичем Апраксиным (1910—1941), сыном графа П. Н. Апраксина.